# Bretwalda
Bretwalda was een titel die gegeven werd aan enkele van de Angelsaksische koningen van Engeland. Hiermee werd aangegeven dat de koning de oppermacht had over heersers van de andere rijken. Dat deed zich voor op momenten dat een van de koninkrijken op zijn sterkst was. 
Het woord is ontleend aan het Angelsaksische "Bretanwealda", met als mogelijke betekenis "Heer van Brittannië". Waarschijnlijk was de betekenis vergelijkbaar met primus inter pares en was het meer een eretitel dan een officiële benaming met bijbehorende macht.

## Lijst van Bretwalda's

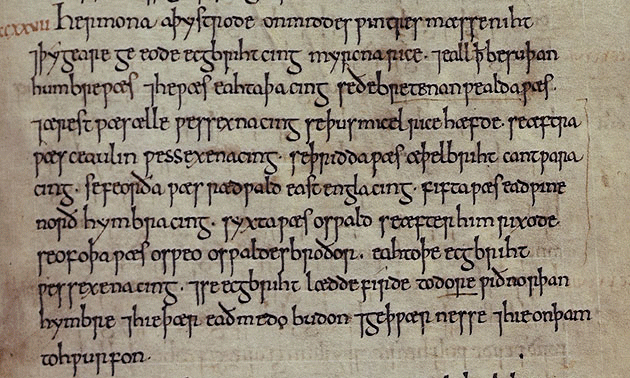
De Angelsaksische Kroniek voor het jaar 827 (829 in huidige tijdrekening) met een overzicht van de bretwalda's tot en met Egbert

In het werk Historia ecclesiastica gentis Anglorum van Beda uit het jaar 731 worden de eerste zeven namen genoemd. Naast deze zeven wordt in het befaamde historische werk The Anglo-Saxon Chronicles als achtste ook nog Egbert van Wessex genoemd.
Alfred de Grote was de eerste die beschouwd werd als koning van Engeland. Hetzelfde gold voor zijn opvolgers, en de term 'Bretwalda' werd daarom niet meer gebruikt.
Ethelbald en Offa worden door Beda niet genoemd, ze werden echter vrijwel zeker in hun eigen tijd als Bretwalda beschouwd.